# 2003-as WTA-szezon
Az alábbi táblázat a 2003-as WTA-tenisztornák eredményeit foglalja össze. Kim Clijsters nyerte a legtöbb, szám szerint kilenc tornát az évben.

## Az év kiemelkedő magyar eredményei
Mandula Petra párosban győzött az Estoril Openen, Budapesten és a Croatian Bol Ladies Openen, valamint döntős volt Acapulcóban. Kapros Anikó egyéniben döntőt játszott Tokióban.

## Január
| Időpont      | Torna                                         | Kategória  | Győztes                                    | Ellenfél a döntőben     | Elődöntősök                         | Negyeddöntősök                                                                  |
| ------------ | --------------------------------------------- | ---------- | ------------------------------------------ | ----------------------- | ----------------------------------- | ------------------------------------------------------------------------------- |
| December 30. | MAW Hardcourts Gold Coast, Ausztrália         | Tier III   | Nathalie Dechy 6-3, 3-6, 6-3               | Marie-Gaiane Mikaelian  | Patty Schnyder Jelena Bovina        | Meghann Shaughnessy María Sánchez Lorenzo Tathiana Garbin Barbara Schett        |
| December 30. | MAW Hardcourts Gold Coast, Ausztrália         | Tier III   | Kuznyecova / Navratilova 6-4, 6-4          | Dechy / Loit            | Patty Schnyder Jelena Bovina        | Meghann Shaughnessy María Sánchez Lorenzo Tathiana Garbin Barbara Schett        |
| December 30. | ASB Classic Auckland, Új-Zéland               | Tier IV    | Eleni Daniilidou 6-4, 4-6, 7-6(2)          | Cho Yoon-jeong          | Anna Smashnova Emmanuelle Gagliardi | Jill Craybas Vera Zvonarjova Laura Granville Paola Suárez                       |
| December 30. | ASB Classic Auckland, Új-Zéland               | Tier IV    | Ashley / Spears 6-2, 2-6, 6-0              | Black / Likhovtseva     | Anna Smashnova Emmanuelle Gagliardi | Jill Craybas Vera Zvonarjova Laura Granville Paola Suárez                       |
| Január 6.    | Adidas International Sydney, Ausztrália       | Tier II    | Kim Clijsters 6-4, 6-3                     | Lindsay Davenport       | Tatiana Panova Justine Henin        | Volha Barabanscsikava Daniela Hantuchová Amanda Coetzer Chanda Rubin            |
| Január 6.    | Adidas International Sydney, Ausztrália       | Tier II    | Clijsters / Szugijama 6-3, 6-3             | Martínez / Stubbs       | Tatiana Panova Justine Henin        | Volha Barabanscsikava Daniela Hantuchová Amanda Coetzer Chanda Rubin            |
| Január 6.    | Moorilla International Hobart, Ausztrália     | Tier V     | Alicia Molik 6-2, 4-6, 6-4                 | Amy Frazier             | Iveta Benešová Elena Likhovtseva    | Vera Zvonarjova Aszagoe Sinobu Jill Craybas Angelika Roesch                     |
| Január 6.    | Moorilla International Hobart, Ausztrália     | Tier V     | Black / Likhovtseva 7-5, 7-6(1)            | Schett / Wartusch       | Iveta Benešová Elena Likhovtseva    | Vera Zvonarjova Aszagoe Sinobu Jill Craybas Angelika Roesch                     |
| Január 6.    | Canberra Women's Classic Canberra, Ausztrália | Tier V     | Meghann Shaughnessy 6-1, 6-1               | Francesca Schiavone     | Marion Bartoli Émilie Loit          | Marlene Weingärtner Adriana Serra Zanetti Flavia Pennetta Magüi Serna           |
| Január 6.    | Canberra Women's Classic Canberra, Ausztrália | Tier V     | Garbin / Loit 6-3, 3-6, 6-4                | Bedáňová / Szafina      | Marion Bartoli Émilie Loit          | Marlene Weingärtner Adriana Serra Zanetti Flavia Pennetta Magüi Serna           |
| Január 13.   | 2003-as Australian Open Melbourne, Ausztrália | Grand Slam | Serena Williams 7-6(4), 3-6, 6-4           | Venus Williams          | Kim Clijsters Justine Henin         | Meghann Shaughnessy Anastasia Myskina Virginia Ruano Pascual Daniela Hantuchová |
| Január 13.   | 2003-as Australian Open Melbourne, Ausztrália | Grand Slam | S. Williams / V. Williams 4-6, 6-4, 6-3    | Pascual / Suárez        | Kim Clijsters Justine Henin         | Meghann Shaughnessy Anastasia Myskina Virginia Ruano Pascual Daniela Hantuchová |
| Január 13.   | 2003-as Australian Open Melbourne, Ausztrália | Grand Slam | Vegyes páros: Pedzs / Navratilova 6-4, 7-5 | Woodbridge / Daniilidou | Kim Clijsters Justine Henin         | Meghann Shaughnessy Anastasia Myskina Virginia Ruano Pascual Daniela Hantuchová |
| Január 27.   | Toray Pan Pacific Open Tokió, Japán           | Tier I     | Lindsay Davenport 6-7(6), 6-1, 6-2         | Szeles Mónika           | Chanda Rubin Lisa Raymond           | Lina Krasnoroutskaya Jelena Gyementyjeva Tamarine Tanasugarn Jelena Dokić       |
| Január 27.   | Toray Pan Pacific Open Tokió, Japán           | Tier I     | Bovina / Stubbs 6-3, 6-4                   | Davenport / Raymond     | Chanda Rubin Lisa Raymond           | Lina Krasnoroutskaya Jelena Gyementyjeva Tamarine Tanasugarn Jelena Dokić       |

## Február
| Időpont     | Torna                                                                   | Kategória | Győztes                              | Ellenfél a döntőben     | Elődöntősök                             | Negyeddöntősök                                                             |
| ----------- | ----------------------------------------------------------------------- | --------- | ------------------------------------ | ----------------------- | --------------------------------------- | -------------------------------------------------------------------------- |
| Február 3.  | Open Gaz de France Párizs, Franciaország                                | Tier II   | Serena Williams 6-3, 6-2             | Amélie Mauresmo         | Eleni Daniilidou Jelena Gyementyjeva    | Janette Husárová Jelena Dokić Magüi Serna Daniela Hantuchová               |
| Február 3.  | Open Gaz de France Párizs, Franciaország                                | Tier II   | Schett / Schnyder 2-6, 6-2, 7-6(5)   | Bartoli / Cohen-Aloro   | Eleni Daniilidou Jelena Gyementyjeva    | Janette Husárová Jelena Dokić Magüi Serna Daniela Hantuchová               |
| Február 3.  | Indian Open Hyderabad, India                                            | Tier IV   | Tamarine Tanasugarn 6-4, 6-4         | Iroda Tuljaganova       | Morigami Akiko Flavia Pennetta          | Silvija Talaja Tzipora Obziler Mary Pierce Marija Kirilenko                |
| Február 3.  | Indian Open Hyderabad, India                                            | Tier IV   | Likhovtseva / Tuljaganova 6-4, 6-4   | Kulikovskaya / Pucsek   | Morigami Akiko Flavia Pennetta          | Silvija Talaja Tzipora Obziler Mary Pierce Marija Kirilenko                |
| Február 10. | Proximus Diamond Games Antwerpen, Belgium                               | Tier II   | Venus Williams 6-2, 6-4              | Kim Clijsters           | Daniela Hantuchová Justine Henin        | Tina Pisnik Nathalie Dechy Szugijama Ai Patty Schnyder                     |
| Február 10. | Proximus Diamond Games Antwerpen, Belgium                               | Tier II   | Clijsters / Szugijama 6-2, 6-0       | Dechy / Loit            | Daniela Hantuchová Justine Henin        | Tina Pisnik Nathalie Dechy Szugijama Ai Patty Schnyder                     |
| Február 10. | Qatar Total FinaElf Open Doha, Katar                                    | Tier III  | Anastasia Myskina 6-3, 6-1           | Elena Likhovtseva       | Lina Krasnoroutskaya Patricia Wartusch  | Conchita Martínez Magdalena Maleeva Nicole Pratt Gyinara Szafina           |
| Február 10. | Qatar Total FinaElf Open Doha, Katar                                    | Tier III  | Lee / Prakusya 6-1, 6-3              | Vento-Kabchi / Widjaja  | Lina Krasnoroutskaya Patricia Wartusch  | Conchita Martínez Magdalena Maleeva Nicole Pratt Gyinara Szafina           |
| Február 17. | Dubai Tennis Championships Dubaj, EAE                                   | Tier II   | Justine Henin 4-6, 7-6(4), 7-5       | Szeles Mónika           | Jennifer Capriati Amélie Mauresmo       | Anastasia Myskina Conchita Martínez Iroda Tuljaganova Lina Krasnoroutskaya |
| Február 17. | Dubai Tennis Championships Dubaj, EAE                                   | Tier II   | Kuznyecova / Navratilova 6-3, 7-6(7) | Black / Likhovtseva     | Jennifer Capriati Amélie Mauresmo       | Anastasia Myskina Conchita Martínez Iroda Tuljaganova Lina Krasnoroutskaya |
| Február 17. | Cellular South Cup Memphis, USA                                         | Tier III  | Lisa Raymond 6-3, 6-2                | Amanda Coetzer          | Laura Granville Cho Yoon-jeong          | Silvia Farina Elia Stéphanie Foretz Obata Szaori Carly Gullickson          |
| Február 17. | Cellular South Cup Memphis, USA                                         | Tier III  | Morigami / Obata 6-1, 6-1            | Zsidkova / Stewart      | Laura Granville Cho Yoon-jeong          | Silvia Farina Elia Stéphanie Foretz Obata Szaori Carly Gullickson          |
| Február 17. | Copa Colsanitas Bogotá, Kolumbia                                        | Tier III  | Fabiola Zuluaga 6-3, 6-2             | Anabel Medina Garrigues | Paola Suárez Katarina Srebotnik         | Conchita Martínez Granados Marosi Katalin Catalina Castaño Flavia Pennetta |
| Február 17. | Copa Colsanitas Bogotá, Kolumbia                                        | Tier III  | Srebotnik / Svensson 6-2, 6-1        | Krizan / Perebijnyisz   | Paola Suárez Katarina Srebotnik         | Conchita Martínez Granados Marosi Katalin Catalina Castaño Flavia Pennetta |
| Február 24. | State Farm Women's Tennis Classic Scottsdale, Amerikai Egyesült Államok | Tier II   | Szugijama Ai 3-6, 7-5, 6-4           | Kim Clijsters           | Alexandra Stevenson Meghann Shaughnessy | Nathalie Dechy Eleni Daniilidou Francesca Schiavone Laura Granville        |
| Február 24. | State Farm Women's Tennis Classic Scottsdale, Amerikai Egyesült Államok | Tier II   | Clijsters / Szugijama 6-1, 6-4       | Davenport / Raymond     | Alexandra Stevenson Meghann Shaughnessy | Nathalie Dechy Eleni Daniilidou Francesca Schiavone Laura Granville        |
| Február 24. | Abierto Mexicano Pegaso Acapulco, Mexikó                                | Tier III  | Amanda Coetzer 7-5, 6-3              | Mariana Díaz-Oliva      | Aszagoe Sinobu Émilie Loit              | Cristina Torrens Valero Alena Vašková Mandula Petra Flavia Pennetta        |
| Február 24. | Abierto Mexicano Pegaso Acapulco, Mexikó                                | Tier III  | Loit / Svensson 6-3, 6-1             | Mandula / Wartusch      | Aszagoe Sinobu Émilie Loit              | Cristina Torrens Valero Alena Vašková Mandula Petra Flavia Pennetta        |

## Március
| Időpont     | Torna                                              | Kategória | Győztes                              | Ellenfél a döntőben     | Elődöntősök                         | Negyeddöntősök                                                            |
| ----------- | -------------------------------------------------- | --------- | ------------------------------------ | ----------------------- | ----------------------------------- | ------------------------------------------------------------------------- |
| Március 3.  | Pacific Life Open Indian Wells, USA                | Tier I    | Kim Clijsters 6-4, 7-5               | Lindsay Davenport       | Conchita Martínez Jennifer Capriati | Chanda Rubin Amanda Coetzer Amélie Mauresmo Vera Zvonarjova               |
| Március 3.  | Pacific Life Open Indian Wells, USA                | Tier I    | Davenport / Raymond 2-6, 6-2, 7-6(5) | Clijsters / Szugijama   | Conchita Martínez Jennifer Capriati | Chanda Rubin Amanda Coetzer Amélie Mauresmo Vera Zvonarjova               |
| Március 17. | NASDAQ-100 Open Miami, USA                         | Tier I    | Serena Williams 4-6, 6-4, 6-1        | Jennifer Capriati       | Kim Clijsters Chanda Rubin          | Marion Bartoli Jelena Dokić Justine Henin Meghann Shaughnessy             |
| Március 17. | NASDAQ-100 Open Miami, USA                         | Tier I    | Huber / Maleeva 6-4, 3-6, 7-5        | Aszagoe / Mijagi        | Kim Clijsters Chanda Rubin          | Marion Bartoli Jelena Dokić Justine Henin Meghann Shaughnessy             |
| Március 31. | Sarasota Clay Court Classic Sarasota, USA          | Tier IV   | Anastasia Myskina 6-4, 6-1           | Alicia Molik            | Iva Majoli Nathalie Dechy           | Paola Suárez Clarisa Fernández Ansley Cargill Jelena Gyementyjeva         |
| Március 31. | Sarasota Clay Court Classic Sarasota, USA          | Tier IV   | Huber / Navratilova 7-6(8), 6-3      | Aszagoe / Mijagi        | Iva Majoli Nathalie Dechy           | Paola Suárez Clarisa Fernández Ansley Cargill Jelena Gyementyjeva         |
| Március 31. | GPdS La Princesse Lalla Meryem Casablanca, Marokkó | Tier V    | Rita Grande 6-2, 4-6, 6-1            | Antonella Serra Zanetti | Ľudmila Cervanová Marta Marrero     | Gala Leon Garcia Anastasia Rodionova Henrieta Nagyová Ľubomíra Kurhajcová |
| Március 31. | GPdS La Princesse Lalla Meryem Casablanca, Marokkó | Tier V    | Dulko / Salerni 6-3, 6-4             | Nagyová / Tatarkova     | Ľudmila Cervanová Marta Marrero     | Gala Leon Garcia Anastasia Rodionova Henrieta Nagyová Ľubomíra Kurhajcová |

## Április
| Időpont     | Torna                                             | Kategória | Győztes                                | Ellenfél a döntőben        | Elődöntősök                             | Negyeddöntősök                                                      |
| ----------- | ------------------------------------------------- | --------- | -------------------------------------- | -------------------------- | --------------------------------------- | ------------------------------------------------------------------- |
| Április 7.  | Family Circle Cup Charleston, USA                 | Tier I    | Justine Henin 6-3, 6-4                 | Serena Williams            | Lindsay Davenport Ashley Harkleroad     | Jelena Dokić Vera Zvonarjova Daniela Hantuchová Mary Pierce         |
| Április 7.  | Family Circle Cup Charleston, USA                 | Tier I    | Pascual / Suárez 6-0, 6-3              | Husárová / Martínez        | Lindsay Davenport Ashley Harkleroad     | Jelena Dokić Vera Zvonarjova Daniela Hantuchová Mary Pierce         |
| Április 7.  | Estoril Open Oeiras, Portugália                   | Tier IV   | Magüi Serna 6-4, 6-1                   | Julia Schruff              | Emmanuelle Gagliardi Virginie Razzano   | Ľudmila Cervanová Silvija Talaja Gisela Dulko Stéphanie Cohen-Aloro |
| Április 7.  | Estoril Open Oeiras, Portugália                   | Tier IV   | Mandula / Wartusch 6-7(3), 7-6(3), 6-2 | Ani / Gagliardi            | Emmanuelle Gagliardi Virginie Razzano   | Ľudmila Cervanová Silvija Talaja Gisela Dulko Stéphanie Cohen-Aloro |
| Április 14. | Bausch & Lomb Champs. Amelia Island, USA          | Tier II   | Jelena Gyementyjeva 4-6, 7-5, 6-3      | Lindsay Davenport          | Justine Henin Jennifer Capriati         | Szeles Mónika Daniela Hantuchová Lisa Raymond Patty Schnyder        |
| Április 14. | Bausch & Lomb Champs. Amelia Island, USA          | Tier II   | Davenport / Raymond 7-5, 6-2           | Pascual / Suárez           | Justine Henin Jennifer Capriati         | Szeles Mónika Daniela Hantuchová Lisa Raymond Patty Schnyder        |
| Április 14. | Budapest Grand Prix Telmex Budapest, Magyarország | Tier V    | Magüi Serna 3-6, 7-5, 6-4              | Alicia Molik               | María Sánchez Lorenzo Ľudmila Cervanová | Jelena Janković Jarmila Gajdošová Iveta Benešová Mandula Petra      |
| Április 14. | Budapest Grand Prix Telmex Budapest, Magyarország | Tier V    | Mandula / Tatarkova 6-3, 6-1           | Granados / Perebijnyisz    | María Sánchez Lorenzo Ľudmila Cervanová | Jelena Janković Jarmila Gajdošová Iveta Benešová Mandula Petra      |
| Április 28. | J&S Cup Varsó, Lengyelország                      | Tier II   | Amélie Mauresmo 6-7(6), 6-0, 3-0 ret.  | Venus Williams             | Denisa Chládková Jelena Dokić           | Francesca Schiavone Fabiola Zuluaga Magüi Serna Anna Smashnova      |
| Április 28. | J&S Cup Varsó, Lengyelország                      | Tier II   | Huber / Maleeva 3-6, 6-4, 6-2          | Daniilidou / Schiavone     | Denisa Chládková Jelena Dokić           | Francesca Schiavone Fabiola Zuluaga Magüi Serna Anna Smashnova      |
| Április 28. | Croatian Bol Ladies Open Bol, Horvátország        | Tier III  | Vera Zvonarjova 6-1, 6-3               | Conchita Martínez Granados | Samantha Reeves María Sánchez Lorenzo   | Gala Leon Garcia Ľudmila Cervanová Tathiana Garbin Silvija Talaja   |
| Április 28. | Croatian Bol Ladies Open Bol, Horvátország        | Tier III  | Mandula / Wartusch 6-3, 6-2            | Gagliardi / Schnyder       | Samantha Reeves María Sánchez Lorenzo   | Gala Leon Garcia Ľudmila Cervanová Tathiana Garbin Silvija Talaja   |

## Május
| Időpont   | Torna                                                  | Kategória  | Győztes                                | Ellenfél a döntőben    | Elődöntősök                       | Negyeddöntősök                                                         |
| --------- | ------------------------------------------------------ | ---------- | -------------------------------------- | ---------------------- | --------------------------------- | ---------------------------------------------------------------------- |
| Május 5.  | MasterCard German Open Berlin, Németország             | Tier I     | Justine Henin 6-4, 4-6, 7-5            | Kim Clijsters          | Jennifer Capriati Amélie Mauresmo | Daniela Hantuchová Elena Likhovtseva Iroda Tuljaganova Vera Zvonarjova |
| Május 5.  | MasterCard German Open Berlin, Németország             | Tier I     | Pascual / Suárez 6-3, 4-6, 6-4         | Clijsters / Szugijama  | Jennifer Capriati Amélie Mauresmo | Daniela Hantuchová Elena Likhovtseva Iroda Tuljaganova Vera Zvonarjova |
| Május 12. | Telecom Italia Masters Róma, Olaszország               | Tier I     | Kim Clijsters 3-6, 7-6(3), 6-0         | Amélie Mauresmo        | Serena Williams Szugijama Ai      | Conchita Martínez Jennifer Capriati Tina Pisnik Anastasia Myskina      |
| Május 12. | Telecom Italia Masters Róma, Olaszország               | Tier I     | Kuznyecova / Navratilova 6-4, 5-7, 6-2 | Dokić / Petrova        | Serena Williams Szugijama Ai      | Conchita Martínez Jennifer Capriati Tina Pisnik Anastasia Myskina      |
| Május 19. | Internationaux de Strasbourg Strasbourg, Franciaország | Tier III   | Silvia Farina Elia 6-3, 4-6, 6-4       | Karolina Šprem         | Vera Zvonarjova Ashley Harkleroad | Maja Matevžič Marion Bartoli Émilie Loit Anastasia Myskina             |
| Május 19. | Internationaux de Strasbourg Strasbourg, Franciaország | Tier III   | Jeyaseelan / Matevžič 6-4, 6-4         | Granville / Kostanić   | Vera Zvonarjova Ashley Harkleroad | Maja Matevžič Marion Bartoli Émilie Loit Anastasia Myskina             |
| Május 19. | Open de España Madrid, Spanyolország                   | Tier III   | Chanda Rubin 6-4, 5-7, 6-4             | María Sánchez Lorenzo  | Iroda Tuljaganova Barbara Schett  | Paola Suárez Cara Black Clarisa Fernández Emmanuelle Gagliardi         |
| Május 19. | Open de España Madrid, Spanyolország                   | Tier III   | Craybas / Huber 6-4, 7-6(6)            | Grande / Widjaja       | Iroda Tuljaganova Barbara Schett  | Paola Suárez Cara Black Clarisa Fernández Emmanuelle Gagliardi         |
| Május 26. | 2003-as Roland Garros Párizs, Franciaország            | Grand Slam | Justine Henin 6-0, 6-4                 | Kim Clijsters          | Serena Williams Nadia Petrova     | Amélie Mauresmo Chanda Rubin Vera Zvonarjova Conchita Martínez         |
| Május 26. | 2003-as Roland Garros Párizs, Franciaország            | Grand Slam | Clijsters / Szugijama 6-7(5), 6-2, 9-7 | Pascual / Suárez       | Serena Williams Nadia Petrova     | Amélie Mauresmo Chanda Rubin Vera Zvonarjova Conchita Martínez         |
| Május 26. | 2003-as Roland Garros Párizs, Franciaország            | Grand Slam | Vegyes páros: Bryan / Raymond 6-3, 6-4 | Bhupathi / Likhovtseva | Serena Williams Nadia Petrova     | Amélie Mauresmo Chanda Rubin Vera Zvonarjova Conchita Martínez         |

## Június
| Időpont    | Torna                                            | Kategória  | Győztes                                     | Ellenfél a döntőben | Elődöntősök                          | Negyeddöntősök                                                              |
| ---------- | ------------------------------------------------ | ---------- | ------------------------------------------- | ------------------- | ------------------------------------ | --------------------------------------------------------------------------- |
| Június 9.  | DFS Classic Birmingham, UK                       | Tier III   | Magdalena Maleeva 6-1, 6-4                  | Aszagoe Sinobu      | Marija Sarapova Eleni Daniilidou     | Jelena Gyementyjeva Maria Vento-Kabchi Stéphanie Foretz Tamarine Tanasugarn |
| Június 9.  | DFS Classic Birmingham, UK                       | Tier III   | Callens / Tu 7-5, 6-4                       | Molik / Navrátilová | Marija Sarapova Eleni Daniilidou     | Jelena Gyementyjeva Maria Vento-Kabchi Stéphanie Foretz Tamarine Tanasugarn |
| Június 9.  | Wien Energie Grand Prix Bécs, Ausztria           | Tier III   | Paola Suárez 7-6(0), 2-6, 6-4               | Karolina Šprem      | Anca Barna Vera Zvonarjova           | Jelena Dokić Silvia Farina Elia Denisa Chládková Maja Matevžič              |
| Június 9.  | Wien Energie Grand Prix Bécs, Ausztria           | Tier III   | Li / Szun 6-3, 6-4                          | Jen / Csie          | Anca Barna Vera Zvonarjova           | Jelena Dokić Silvia Farina Elia Denisa Chládková Maja Matevžič              |
| Június 16. | Hastings Direct Int’l Champ’s Eastbourne, UK     | Tier II    | Chanda Rubin 6-4, 3-6, 6-4                  | Conchita Martínez   | Silvia Farina Elia Jennifer Capriati | Magdalena Maleeva Daniela Hantuchová Nathalie Dechy Anna Smashnova          |
| Június 16. | Hastings Direct Int’l Champ’s Eastbourne, UK     | Tier II    | Davenport / Raymond 6-3, 6-2                | Capriati / Serna    | Silvia Farina Elia Jennifer Capriati | Magdalena Maleeva Daniela Hantuchová Nathalie Dechy Anna Smashnova          |
| Június 16. | Ordina Open 's-Hertogenbosch, Hollandia          | Tier III   | Kim Clijsters 6-7(4), 3-0 ret.              | Justine Henin       | Barbara Rittner Nadia Petrova        | Tina Pisnik Iroda Tuljaganova Jelena Gyementyjeva Ľudmila Cervanová         |
| Június 16. | Ordina Open 's-Hertogenbosch, Hollandia          | Tier III   | Gyementyeva / Krasnoroutskaya 2-6, 6-3, 6-4 | Petrova / Pierce    | Barbara Rittner Nadia Petrova        | Tina Pisnik Iroda Tuljaganova Jelena Gyementyjeva Ľudmila Cervanová         |
| Június 23. | 2003-as wimbledoni teniszbajnokság Wimbledon, UK | Grand Slam | Serena Williams 4-6, 6-4, 6-2               | Venus Williams      | Justine Henin Kim Clijsters          | Jennifer Capriati Szvetlana Kuznyecova Lindsay Davenport Silvia Farina Elia |
| Június 23. | 2003-as wimbledoni teniszbajnokság Wimbledon, UK | Grand Slam | Clijsters / Szugijama 6-4, 6-4              | Pascual / Suárez    | Justine Henin Kim Clijsters          | Jennifer Capriati Szvetlana Kuznyecova Lindsay Davenport Silvia Farina Elia |
| Június 23. | 2003-as wimbledoni teniszbajnokság Wimbledon, UK | Grand Slam | Vegyes páros: Pedzs / Navratilova 6-3, 6-3  | Ram / Rodionova     | Justine Henin Kim Clijsters          | Jennifer Capriati Szvetlana Kuznyecova Lindsay Davenport Silvia Farina Elia |

## Július
| Időpont    | Torna                                                    | Kategória | Győztes                           | Ellenfél a döntőben      | Elődöntősök                               | Negyeddöntősök                                                      |
| ---------- | -------------------------------------------------------- | --------- | --------------------------------- | ------------------------ | ----------------------------------------- | ------------------------------------------------------------------- |
| Július 7.  | Internazionali Femminili di Palermo Palermo, Olaszország | Tier V    | Gyinara Szafina 6-3, 6-4          | Katarina Srebotnik       | Ľudmila Cervanová Anabel Medina Garrigues | Henrieta Nagyová Francesca Schiavone Yuliana Fedak Virginie Razzano |
| Július 7.  | Internazionali Femminili di Palermo Palermo, Olaszország | Tier V    | Serra Zanetti / Stellato 6-4, 6-2 | Sánchez / Parra Santonja | Ľudmila Cervanová Anabel Medina Garrigues | Henrieta Nagyová Francesca Schiavone Yuliana Fedak Virginie Razzano |
| Július 21. | Bank of the West Classic Stanford, USA                   | Tier II   | Kim Clijsters 4-6, 6-4, 6-2       | Jennifer Capriati        | Maria Vento-Kabchi Francesca Schiavone    | Lisa Raymond Jelena Dokić Amy Frazier Marie-Gaiane Mikaelian        |
| Július 21. | Bank of the West Classic Stanford, USA                   | Tier II   | Black / Raymond 7-6(5), 6-1       | Cho / Schiavone          | Maria Vento-Kabchi Francesca Schiavone    | Lisa Raymond Jelena Dokić Amy Frazier Marie-Gaiane Mikaelian        |
| Július 28. | Acura Classic San Diego, USA                             | Tier I    | Justine Henin 3-6, 6-2, 6-3       | Kim Clijsters            | Szvetlana Kuznyecova Lindsay Davenport    | Elena Likhovtseva Nadia Petrova Chanda Rubin Lisa Raymond           |
| Július 28. | Acura Classic San Diego, USA                             | Tier I    | Clijsters / Szugijama 6-4, 7-5    | Davenport / Raymond      | Szvetlana Kuznyecova Lindsay Davenport    | Elena Likhovtseva Nadia Petrova Chanda Rubin Lisa Raymond           |
| Július 28. | Idea Prokom Open Sopot, Lengyelország                    | Tier III  | Anna Smashnova 6-2, 6-0           | Klára Koukalová          | Mandula Petra Patty Schnyder              | Anastasia Myskina Jelena Kostanić Gyinara Szafina Maja Matevžič     |
| Július 28. | Idea Prokom Open Sopot, Lengyelország                    | Tier III  | Perebijnyisz / Talaja 6-4, 6-2    | Ani / Prusová            | Mandula Petra Patty Schnyder              | Anastasia Myskina Jelena Kostanić Gyinara Szafina Maja Matevžič     |

## Augusztus
| Időpont       | Torna                                         | Kategória  | Győztes                                       | Ellenfél a döntőben      | Elődöntősök                         | Negyeddöntősök                                                     |
| ------------- | --------------------------------------------- | ---------- | --------------------------------------------- | ------------------------ | ----------------------------------- | ------------------------------------------------------------------ |
| Augusztus 4.  | JPMorgan Chase Open Los Angeles, USA          | Tier II    | Kim Clijsters 6-1, 3-6, 6-1                   | Lindsay Davenport        | Francesca Schiavone Szugijama Ai    | Szvetlana Kuznyecova Nicole Pratt Magdalena Maleeva Amanda Coetzer |
| Augusztus 4.  | JPMorgan Chase Open Los Angeles, USA          | Tier II    | Pierce / Stubbs 6-3, 6-3                      | Bovina / Callens         | Francesca Schiavone Szugijama Ai    | Szvetlana Kuznyecova Nicole Pratt Magdalena Maleeva Amanda Coetzer |
| Augusztus 4.  | Nordea Nordic Light Open Helsinki, Finnország | Tier IV    | Anna Smashnova 4-6, 6-4, 6-0                  | Jelena Kostanić          | Vera Douchevina Karolina Šprem      | Silvija Talaja Czink Melinda Mandula Petra Ľudmila Cervanová       |
| Augusztus 4.  | Nordea Nordic Light Open Helsinki, Finnország | Tier IV    | Kulikovskaya / Tatarkova 6-2, 6-4             | Perebijnyisz / Talaja    | Vera Douchevina Karolina Šprem      | Silvija Talaja Czink Melinda Mandula Petra Ľudmila Cervanová       |
| Augusztus 11. | Rogers AT&T Cup Toronto, Kanada               | Tier I     | Justine Henin 6-1, 6-0                        | Lina Krasnoroutskaya     | Paola Suárez Jelena Gyementyjeva    | Katarina Srebotnik Vera Zvonarjova Amélie Mauresmo Jelena Bovina   |
| Augusztus 11. | Rogers AT&T Cup Toronto, Kanada               | Tier I     | Kuznyecova / Navratilova 3-6, 6-1, 6-1        | Vento-Kabchi / Widjaja   | Paola Suárez Jelena Gyementyjeva    | Katarina Srebotnik Vera Zvonarjova Amélie Mauresmo Jelena Bovina   |
| Augusztus 18. | Pilot Pen Tennis New Haven, USA               | Tier II    | Jennifer Capriati 6-2, 4-0 ret.               | Lindsay Davenport        | Jelena Gyementyjeva Amélie Mauresmo | Magüi Serna Cara Black Anna Smashnova Szugijama Ai                 |
| Augusztus 18. | Pilot Pen Tennis New Haven, USA               | Tier II    | Pascual / Suárez 7-6(6), 6-3                  | Molik / Serna            | Jelena Gyementyjeva Amélie Mauresmo | Magüi Serna Cara Black Anna Smashnova Szugijama Ai                 |
| Augusztus 25. | 2003-as US Open New York, USA                 | Grand Slam | Justine Henin 7-5, 6-1                        | Kim Clijsters            | Lindsay Davenport Jennifer Capriati | Amélie Mauresmo Paola Suárez Francesca Schiavone Anastasia Myskina |
| Augusztus 25. | 2003-as US Open New York, USA                 | Grand Slam | Pascual / Suárez 6-2, 6-3                     | Kuznyecova / Navratilova | Lindsay Davenport Jennifer Capriati | Amélie Mauresmo Paola Suárez Francesca Schiavone Anastasia Myskina |
| Augusztus 25. | 2003-as US Open New York, USA                 | Grand Slam | Vegyes páros: Bryan / Srebotnik 5-7, 7-5, 7-6 | Nestor / Krasnoroutskaya | Lindsay Davenport Jennifer Capriati | Amélie Mauresmo Paola Suárez Francesca Schiavone Anastasia Myskina |

## Szeptember
| Időpont        | Torna                                   | Kategória | Győztes                                | Ellenfél a döntőben    | Elődöntősök                        | Negyeddöntősök                                                        |
| -------------- | --------------------------------------- | --------- | -------------------------------------- | ---------------------- | ---------------------------------- | --------------------------------------------------------------------- |
| Szeptember 8.  | Wismilak International Bali, Indonézia  | Tier III  | Jelena Gyementyjeva 6-2, 6-1           | Chanda Rubin           | Obata Szaori Maria Vento-Kabchi    | Anca Barna Angelique Widjaja Emmanuelle Gagliardi Tamarine Tanasugarn |
| Szeptember 8.  | Wismilak International Bali, Indonézia  | Tier III  | Vento-Kabchi / Widjaja 7-5, 6-2        | Loit / Pratt           | Obata Szaori Maria Vento-Kabchi    | Anca Barna Angelique Widjaja Emmanuelle Gagliardi Tamarine Tanasugarn |
| Szeptember 15. | Polo Open Sanghaj, Kína                 | Tier II   | Jelena Gyementyjeva 6-3, 7-6(6)        | Chanda Rubin           | Szugijama Ai Morigami Akiko        | Marija Sarapova Gyinara Szafina Alicia Molik Anca Barna               |
| Szeptember 15. | Polo Open Sanghaj, Kína                 | Tier II   | Loit / Pratt 6-3, 6-3                  | Szugijama / Tanasugarn | Szugijama Ai Morigami Akiko        | Marija Sarapova Gyinara Szafina Alicia Molik Anca Barna               |
| Szeptember 22. | Sparkassen Cup Lipcse, Németország      | Tier II   | Anastasia Myskina 3-6, 6-3, 6-3        | Justine Henin          | Kim Clijsters Maria Vento-Kabchi   | Patty Schnyder Nadia Petrova Sandra Kleinová Els Callens              |
| Szeptember 22. | Sparkassen Cup Lipcse, Németország      | Tier II   | Kuznyecova / Navratilova 3-6, 6-1, 6-3 | Likhovtseva / Petrova  | Kim Clijsters Maria Vento-Kabchi   | Patty Schnyder Nadia Petrova Sandra Kleinová Els Callens              |
| Szeptember 29. | Ladies Kremlin Cup Moszkva, Oroszország | Tier I    | Anastasia Myskina 6-2, 6-4             | Amélie Mauresmo        | Anna Smashnova Jelena Gyementyjeva | Jelena Bovina Eleni Daniilidou Francesca Schiavone Vera Zvonarjova    |
| Szeptember 29. | Ladies Kremlin Cup Moszkva, Oroszország | Tier I    | Petrova / Shaughnessy 6-3, 6-4         | Myskina / Zvonarjova   | Anna Smashnova Jelena Gyementyjeva | Jelena Bovina Eleni Daniilidou Francesca Schiavone Vera Zvonarjova    |
| Szeptember 29. | AIG Japan Open Tokió, Japán             | Tier III  | Marija Sarapova 2-6, 6-2, 7-6(5)       | Kapros Anikó           | Arantxa Parra Santonja Cseng Csie  | Szugijama Ai Jill Craybas Claudine Schaul Jen Ce                      |
| Szeptember 29. | AIG Japan Open Tokió, Japán             | Tier III  | Sarapova / Tanasugarn 7-6(1), 6-0      | Cargill / Harkleroad   | Arantxa Parra Santonja Cseng Csie  | Szugijama Ai Jill Craybas Claudine Schaul Jen Ce                      |

## Október
| Időpont     | Torna                                              | Kategória | Győztes                            | Ellenfél a döntőben     | Elődöntősök                                 | Negyeddöntősök                                                            |
| ----------- | -------------------------------------------------- | --------- | ---------------------------------- | ----------------------- | ------------------------------------------- | ------------------------------------------------------------------------- |
| Október 6.  | Porsche Tennis Grand Prix Filderstadt, Németország | Tier II   | Kim Clijsters 5-7, 6-4, 6-2        | Justine Henin           | Mary Pierce Jelena Bovina                   | Amélie Mauresmo Magdalena Maleeva Lindsay Davenport Jelena Gyementyjeva   |
| Október 6.  | Porsche Tennis Grand Prix Filderstadt, Németország | Tier II   | Raymond / Stubbs 6-2, 6-4          | Black / Navratilova     | Mary Pierce Jelena Bovina                   | Amélie Mauresmo Magdalena Maleeva Lindsay Davenport Jelena Gyementyjeva   |
| Október 6.  | Tashkent Open Taskent, Üzbegisztán                 | Tier IV   | Virginia Ruano Pascual 6-2, 7-6(2) | Obata Szaori            | Arantxa Parra Santonja Emmanuelle Gagliardi | Lioudmila Skavronskaia Jill Craybas Jelena Kostanić Adriana Serra Zanetti |
| Október 6.  | Tashkent Open Taskent, Üzbegisztán                 | Tier IV   | Bejhelzimer / Pucsak 6-3, 7-6(0)   | Li / Szun               | Arantxa Parra Santonja Emmanuelle Gagliardi | Lioudmila Skavronskaia Jill Craybas Jelena Kostanić Adriana Serra Zanetti |
| Október 13. | Swisscom Challenge Zürich, Svájc                   | Tier I    | Justine Henin 6-0, 6-4             | Jelena Dokić            | Kim Clijsters Nadia Petrova                 | Tina Pisnik Patty Schnyder Jelena Bovina Vera Zvonarjova                  |
| Október 13. | Swisscom Challenge Zürich, Svájc                   | Tier I    | Clijsters / Szugijama 7-6(3), 6-2  | Pascual / Suárez        | Kim Clijsters Nadia Petrova                 | Tina Pisnik Patty Schnyder Jelena Bovina Vera Zvonarjova                  |
| Október 20. | Generali Ladies Linz Linz, Ausztria                | Tier II   | Szugijama Ai 7-5, 6-4              | Nadia Petrova           | Patty Schnyder Vera Zvonarjova              | Anastasia Myskina Paola Suárez Anna Smashnova Jelena Dokić                |
| Október 20. | Generali Ladies Linz Linz, Ausztria                | Tier II   | Huber / Szugijama 6-1, 7-6(6)      | Bartoli / Farina Elia   | Patty Schnyder Vera Zvonarjova              | Anastasia Myskina Paola Suárez Anna Smashnova Jelena Dokić                |
| Október 20. | SEAT Open Luxembourg Luxemburg, Luxemburg          | Tier III  | Kim Clijsters 6-2, 7-5             | Chanda Rubin            | Marija Sarapova Marlene Weingärtner         | Émilie Loit Anca Barna Eleni Daniilidou Alicia Molik                      |
| Október 20. | SEAT Open Luxembourg Luxemburg, Luxemburg          | Tier III  | Sarapova / Tanasugarn 6-1, 6-4     | Tatarkova / Weingärtner | Marija Sarapova Marlene Weingärtner         | Émilie Loit Anca Barna Eleni Daniilidou Alicia Molik                      |
| Október 27. | Advanta Championships Philadelphia, USA            | Tier II   | Amélie Mauresmo 5-7, 6-0, 6-2      | Anastasia Myskina       | Nadia Petrova Szugijama Ai                  | Marlene Weingärtner Chanda Rubin Meghann Shaughnessy Lisa Raymond         |
| Október 27. | Advanta Championships Philadelphia, USA            | Tier II   | Navratilova / Raymond 6-3, 6-4     | Black / Stubbs          | Nadia Petrova Szugijama Ai                  | Marlene Weingärtner Chanda Rubin Meghann Shaughnessy Lisa Raymond         |
| Október 27. | Bell Challenge Quebec City, Kanada                 | Tier III  | Marija Sarapova 6-2 ret.           | Milagros Sequera        | Mary Pierce Laura Granville                 | Ľubomíra Kurhajcová Marion Bartoli Cseng Csie Alina Zsidkova              |
| Október 27. | Bell Challenge Quebec City, Kanada                 | Tier III  | Li / Szun 6-3, 6-3                 | Callens / Tu            | Mary Pierce Laura Granville                 | Ľubomíra Kurhajcová Marion Bartoli Cseng Csie Alina Zsidkova              |

## November
| Időpont     | Torna                                        | Kategória                      | Győztes                   | Ellenfél a döntőben | Elődöntősök                     | Negyeddöntősök                                                  |
| ----------- | -------------------------------------------- | ------------------------------ | ------------------------- | ------------------- | ------------------------------- | --------------------------------------------------------------- |
| November 3. | 2003 WTA Tour Championships Los Angeles, USA |                                | Kim Clijsters 6-2, 6-0    | Amélie Mauresmo     | Jennifer Capriati Justine Henin | Chanda Rubin Jelena Gyementyjeva Anastasia Myskina Szugijama Ai |
| November 3. | 2003 WTA Tour Championships Los Angeles, USA | Pascual / Suárez 6-4, 3-6, 6-3 | Clijsters / Szugijama     |                     | Jennifer Capriati Justine Henin | Chanda Rubin Jelena Gyementyjeva Anastasia Myskina Szugijama Ai |
| November 3. | Volvo Women’s Open Pattaja, Thaiföld         | Tier V                         | Henrieta Nagyová 6-4, 6-2 | Ľubomíra Kurhajcová | Tamarine Tanasugarn Anca Barna  | Anastasia Rodionova Tatarkova Jelena Kostanić Obata Szaori      |
| November 3. | Volvo Women’s Open Pattaja, Thaiföld         | Tier V                         | Li / Szun 6-4, 6-3        | Prakusya / Widjaja  | Tamarine Tanasugarn Anca Barna  | Anastasia Rodionova Tatarkova Jelena Kostanić Obata Szaori      |

## Világranglista
Világranglista állása a 2003-as év végén
| #  | Teniszező                | Nemzet           | Pont  | 2002 | Változás |
| 1  | Justine Henin-Hardenne   | Belgium          | 6,628 | 5.   | +4       |
| 2  | Kim Clijsters            | Belgium          | 6,553 | 4.   | +2       |
| 3  | Serena Williams          | Egyesült Államok | 3,916 | 1.   | -2       |
| 4  | Amélie Mauresmo          | Franciaország    | 3,194 | 6.   | +2       |
| 5  | Lindsay Davenport        | Egyesült Államok | 2,990 | 12.  | +7       |
| 6  | Jennifer Capriati        | Egyesült Államok | 2,766 | 3.   | -3       |
| 7  | Anasztaszija Miszkina    | Oroszország      | 2,581 | 11.  | +4       |
| 8  | Jelena Gyementyjeva      | Oroszország      | 2,383 | 19.  | +11      |
| 9  | Chanda Rubin             | Egyesült Államok | 2,328 | 13.  | +4       |
| 10 | Szugijama Ai             | Japán            | 2,235 | 24.  | +14      |
| 11 | Venus Williams           | Egyesült Államok | 2,211 | 2.   | -9       |
| 12 | Nadia Petrova            | Oroszország      | 1,994 | 111. | +99      |
| 13 | Vera Zvonarjova          | Oroszország      | 1,808 | 45.  | +32      |
| 14 | Paola Suárez             | Argentína        | 1,526 | 27.  | +13      |
| 15 | Jelena Dokić             | Ausztrália       | 1,405 | 9.   | -6       |
| 16 | Anna Smashnova-Pistolesi | Izrael           | 1,353 | 16.  | =        |
| 17 | Meghann Shaughnessy      | Egyesült Államok | 1,350 | 30.  | +13      |
| 18 | Conchita Martínez        | Spanyolország    | 1,316 | 34.  | +16      |
| 19 | Daniela Hantuchová       | Szlovákia        | 1,271 | 8.   | -11      |
| 20 | Francesca Schiavone      | Olaszország      | 1,265 | 41.  | +21      |

## Külső hivatkozások
- Hivatalos WTA Tour weboldal.